# Honduras durante la Primera Guerra Mundial

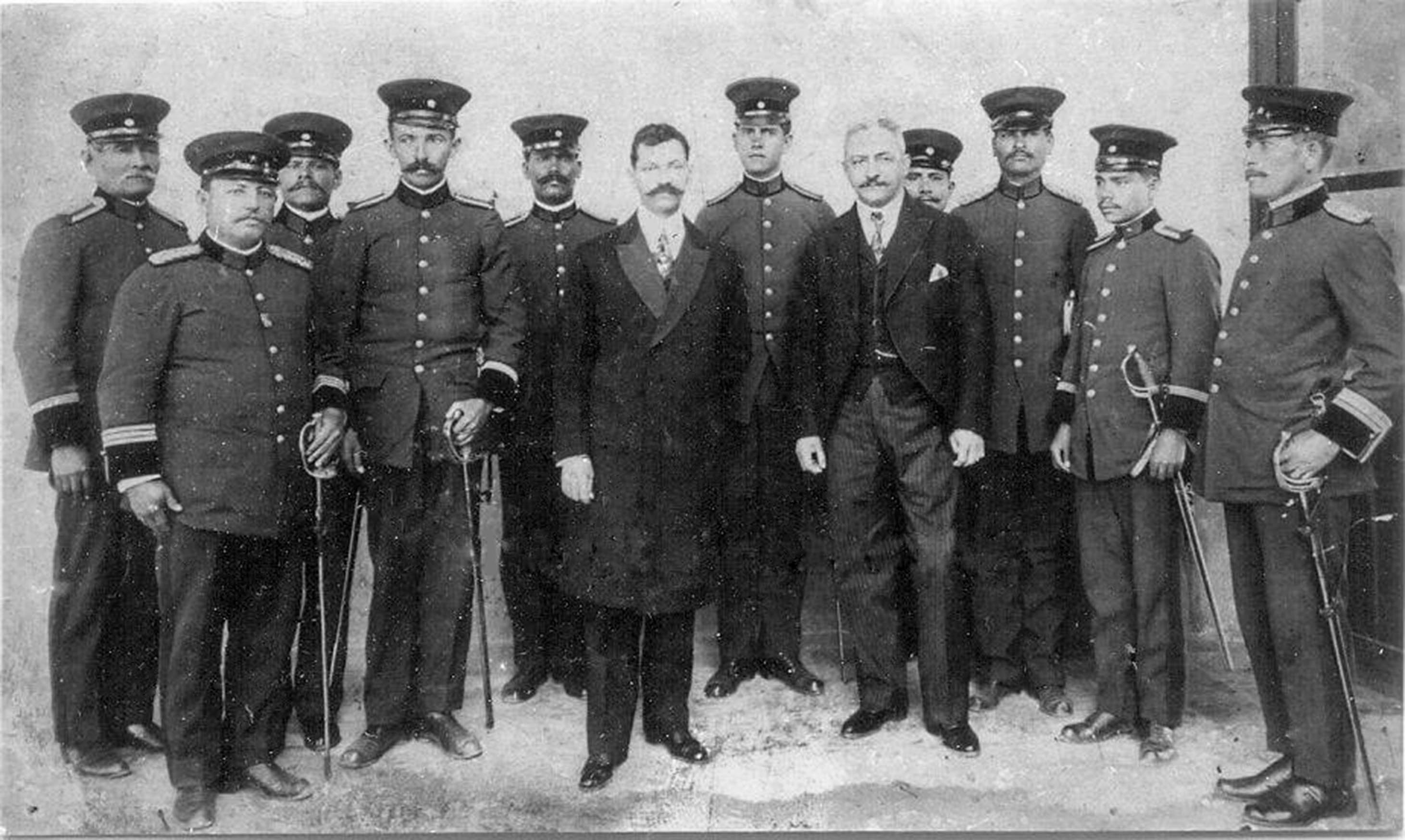
Presidente Francisco Bertand, líder de Honduras durante el periodo de la guerra, reunido con varios mandos militares.

La República de Honduras se mantuvo neutral en el conflicto hasta 1918. Posteriormente, desempeñó un papel minoritario en la Primera Guerra Mundial, dada su posición como pequeña nación centroamericana con escasa influencia internacional durante ese período. Sin embargo, los efectos económicos y políticos de la  guerra llegaron afectar al país centroamericano. cabe remarcar su papel diplomático y como sus decisiones políticas fueron importantes en Centroamérica. Si bien la participación de Honduras en la Primera Guerra Mundial fue simbólica y no implicó una acción militar directa, tuvo algunas consecuencias positivas y cambios que influyeron en su desarrollo posterior.

## Contexto
En 1914, Honduras atravesaba una época complicada debido a la inestabilidad política, una economía fuertemente influenciada por intereses corporativos extranjeros, especialmente estadounidenses, y una deuda externa que limitaba su desarrollo. A pesar de los avances tecnológicos al rededor del mundo, Honduras seguía siendo una nación predominantemente agrícola y rural con poca industria. Sin embargo, ya contaba con una considerable red ferroviaria que, gracias a los enclaves bananeros, se desarrolló a niveles nunca antes vistos. Además, Honduras vivía en una estabilidad social debido a que la tasa de delincuencia era casi inexistente.
Si bien años atrás, durante la reforma liberal, se intentó establecer más relaciones diplomáticas con otras naciones, a principios del siglo XX, se mantuvieron relaciones económicas informales con otras potencias, las relaciones internacionales de Honduras se centraron principalmente en sus vecinos centroamericanos y Estados Unidos. Cuando estalló la guerra en Europa el 28 de julio, la noticia llegó a Tegucigalpa a través de intermediarios, generalmente representantes de las potencias en conflicto y sus comunicados de prensa escritos en sus capitales. Estos fueron asimilados según las preferencias de quienes dirigían los medios impresos, entre ellos Paulino Valladares (El Cronista) y Froylán Turcios (Nuevo Tiempo). El cronista acusó a sus oponentes de afrancesamiento, mientras que en el Nuevo Tiempo se acusó a los partidarios del Imperio Alemán de germanófilos.
El consulado estadounidense estaba preocupado por la aproximación del presidente de Honduras hacia el Imperio alemán, a los cuales veían como un medio que podría convertir al país en un posible aliado alemán en Latinoamérica, además de desplazarlo como la potencia dominante en Honduras.Según historiadores hondureños, existen informes del consulado estadounidense que señalan la amistad del presidente Bertrand con empresarios alemanes.
Dado que se percibía como un conflicto principalmente europeo y al no tener Honduras un peso considerable en la diplomacia internacional, el gobierno hondureño, bajo la presidencia del Dr. Franciscro Bertrand, decidió no involucrarse en estos asuntos manteneindo una posición neutral. 

## Declaración formal de guerra
En mayo de 1917, se le informó al presidente que un barco bananero de la Standard Fruit Company había sido torpedeado y hundido por un submarino alemán en la ruta entre La Ceiba y Nueva Orleans. Esto provocó que el presidente Bertrand cerrara los consulados alemanes en Honduras, incluyendo los de Puerto Cortés, La Ceiba, y Trujillo, y poco después expulsara a sus diplomáticos alemanes. Honduras fue declarada bajo ley marcial, y quienes desearan viajar dentro del país debían hacerlo con pasaporte interno. Honduras entró formalmente en la Primera Guerra Mundial el 19 de julio de 1918, por recomendación de Washington, así declarando la guerra al Imperio alemán. Esta decisión, aunque tardía, respondió principalmente a presiones políticas y diplomáticas como se meciono anteriormente. Además la participación de Honduras en la guerra fue mayoritariamente simbólica de acciones militares directas.

## Migración
Durante estos años, la migración árabe en Honduras se intensificó, esto es debido a que el Imperio Otomano formaba parte de las Potencias Centrales. Los hombres palestinos fueron obligados a servir en el ejército otomano. Además, se reprimió a quienes se oponían al régimen otomano o eran considerados simpatizantes de potencias extranjeras, y en la época generó un declive económico que provocó que muchas familias palestinas principalmente de las áreas urbanas huyeran del imperio hacia Honduras. Los palestinos solían desembarcar en Puerto Cortés, que hasta la fecha es el principal puerto hondureño. Desde allí, se trasladaron a ciudades como San Pedro Sula, Tegucigalpa y La Ceiba.

## Consecuencias
Tras la guerra, Honduras mantuvo su postura proestadounidense en el sistema internacional, pero los beneficios directos para el país fueron limitados. Sin embargo, gracias tomar la desicón de entrar en la guerra esta comenzó a integrarse más en el sistema internacional, participando en foros como la Sociedad de Naciones. La imagen del país mejoró a nivel local y se estrecharon los vínculos con las demás potencias aliadas, principalmente el Reino Unido y Francia. Esto facilitó el acceso a créditos financieros, inversiones extranjeras, y la modernización parcial de los sectores agrícolas e industriales. Además, al apoyar a los aliados, Honduras obtuvo una posición favorable para el comercio internacional después de la guerra. Las exportaciones de banano y café cobraron importancia, y se fortalecieron las rutas comerciales hacia Norteamérica y Europa, También comenzarían a construir más ferrocarriles y carreteras a nivel nacional, especialmente debido a la necesidad de modernización dado el progreso que se mostraba al mundo en ese momento.
Si bien Honduras ya contaba con un ejército moderno, el conflicto mundial impulsó a sus líderes a sentar las bases de una estructura militar más formal y extensa, a mayor escala que la de la reforma liberal. Llegaron nuevos equipos militares, avnces médicos,  y tecnologías desarrolladas durante la guerra, tales como el avión, antibióticos, y armamento. Siendo este último utilizado porco después del fin de la gran guerra pues Honduras iniciarian dos guerra civiles donde el avance tecnológico bélico de la gran guerra se sintio en país. 